# 2007年勁歌金曲優秀選第二回得獎名單
2007勁歌金曲優秀選第二回於2007年9月1日晚上在將軍澳工業邨電視廣播城舉行，由崔建邦主持，並由無綫電視之翡翠台作現場直播。全晚頒發十三首得獎歌曲。

## 得獎名單

### 優秀選得獎歌曲（按頒發次序排序）
- 下次下次 - 薛凱琪
- 飄零燕 - Twins
- 酷愛 - 張敬軒
- 面具 - 王菀之
- 思前戀後 - 孫耀威
- 無心戀唱 - 泳　兒
- 逼得太緊 - 吳雨霏
- 前程錦繡 - 許志安
- 如何離開你 - 關心妍
- 錢錢錢錢 - 古巨基
- 化 - 楊千嬅
- 大女仔 - 鄭　融
- 花落誰家 - 李克勤

### 最受歡迎華語歌曲獎
- 淘汰 - 陳奕迅

### 最受歡迎廣告歌曲獎
- 逃 - 容祖兒

### 新人薦場飆星獎
- 裕　美